# Hampshire (Illinois)
Hampshire is een plaats (village) in de Amerikaanse staat Illinois, en valt bestuurlijk gezien onder Kane County.

## Demografie
Bij de volkstelling in 2000 werd het aantal inwoners vastgesteld op 2900. In 2006 is het aantal inwoners door het United States Census Bureau geschat op 4368, een stijging van 1468 (50,6%).

## Geografie
Volgens het United States Census Bureau beslaat de plaats een oppervlakte van 12,6 km², geheel bestaande uit land. Hampshire ligt op ongeveer 282 m boven zeeniveau.

## Plaatsen in de nabije omgeving
De onderstaande figuur toont nabijgelegen plaatsen in een straal van 16 km rond Hampshire.